# Blues News
Blues News est un magazine bimestriel finlandais traitant de musique (principalement de blues). Il est fondé en 1968, qui lui fait un des magasins de blues les plus anciens du monde. Seul le Jefferson Blues Magazine est plus ancien.